# Speed of Light (canção de Joe Satriani)
Speed of Light é uma canção de rock instrumental do guitarrista virtuoso estadunidense Joe Satriani. Foi o primeiro single promocional do álbum Time Machine, de 1993.
No mesmo ano de seu lançamento (1993), ela fez parte da trilha sonora do filme Super Mario Bros.. Um ano depois, ela concorreu ao Grammy Awards na categoria Melhor Performance de Rock Instrumental, tornando-se, assim, a sexta indicação de Satriani a esse prêmio.

## Prêmios e Indicações
| Ano  | Canção         | Prêmio        | Indicação                               | Resultado |
| ---- | -------------- | ------------- | --------------------------------------- | --------- |
| 1994 | Speed of Light | Grammy Awards | Melhor Performance de Rock Instrumental | Indicado  |